# Cyclophora benjamini
Cyclophora benjamini är en fjärilsart som beskrevs av Louis Beethoven Prout 1936. Cyclophora benjamini ingår i släktet Cyclophora och familjen mätare. Inga underarter finns listade i Catalogue of Life.